# Thomas Tamm
Thomas Tamm, né en 1952, est un lanceur d'alerte et ancien avocat ayant travaillé au département de la justice des États-Unis (DoJ) en 2004 quand les responsables du département se sont penchés sur l'écoute illégale de citoyens américains tenue dans le cadre du programme de surveillance électronique de la NSA. Il a, le premier et de façon anonyme, informé le journal The New York Times au sujet de l'abus de la NSA.

## Contexte
Le père de Thomas Tamm est un haut gradé du FBI, alors que sa mère est secrétaire au département de l'identification (des personnes) de la même agence. Le frère de Tamm, qui a participé à la commission d'enquête des attentats du 11 septembre 2001, est un ancien agent du FBI. Thomas Tamm obtient en 1974 un baccalauréat (États-Unis) en droit à l'université Brown. Il travaille ensuite plusieurs années au Maryland avant de rejoindre le département de la justice des États-Unis (DoJ). Il est officiellement félicité pour la qualité de son travail. En 2003, il est nommé au Justice Office of Intelligence Policy and Review, une section du département de la Justice s'occupant de dossiers sensibles. 
Le 16 décembre 2005, grâce aux informations transmises par Thomas Tamm, le journal The New York Times expose pour la première fois l'écoute illégale de la NSA,.
En 2007, le FBI effectue une descente chez lui car l'agence le soupçonne d'avoir participé à la fuite. C'est seulement en 2008 — sur Internet le 13 décembre puis le 22 décembre dans Newsweek — que son rôle dans la fuite est confirmé. Il commence aussi à s'exprimer publiquement.
En 2009, Thomas Tamm reçoit le prix Ridenhour Truth-Telling.
Le 26 avril 2011, au terme d'une longue enquête criminelle, le département de la justice annonce l'abandon de l'enquête ; il  renonce également à toute poursuite contre Thomas Tamm.
Le 22 août 2012, le journal The New York Times publie un op-doc dans un forum en ligne au sujet du documentaire The Program réalisé par Laura Poitras. Le documentaire présente différents aspects du rôle de Tamm et du programme d'écoutes.
En décembre 2013, la série télévisée Frontline du réseau PBS questionne Tamm sur ses activités et le programme de la NSA.
En janvier 2016, le bureau chargé de la discipline judiciaire du district de Columbia (DC) annonce avoir accusé Thomas Tamm de négligence éthique (puisqu'il est membre du barreau de DC depuis 1978) à la suite d'une enquête que le bureau aurait lancé dès 2009 en apprenant que Tamm aurait violé la confiance de son client d'alors, le département de la justice. Les avocats qui défendent Tamm ont mentionné que ce cas ressemble à une poursuite disciplinaire lancé en 2014 à la suite d'une plainte de General Electric contre l'avocate Lynne Bernabei et le professeur de droit G. Robert Blakey, qui ont conseillé Adriana Koeck, une conseillère légale de General Electric, d'informer un journaliste du New York Times, la Securities and Exchange Commission et des procureurs fédéraux. L'attorney de Tamm a mentionné que le barreau du Maryland a aussi enquêté sur le comportement éthique de Tamm en 2009 et a préféré ne pas poursuivre. Le 24 mars 2016, le National Law Journal rapporte que Tamm accepte la sanction de la cour d'appel du DC pour mettre fin à l'enquête disciplinaire et lui permettre de poursuivre ses activités professionnelles, plutôt que de devoir se soumettre à plusieurs poursuites judiciaires pouvant durer plusieurs années.